# Gastón Gaudio
Gastón Gaudio (Adrogué, 9 de dezembro de 1978) é um ex-tenista profissional argentino.

## Carreira
Nasceu na localidade de Temperley, partido de Lomas de Zamora, grande Buenos Aires, na Argentina. Era conhecido pelo apelido de El Gato.
Conquistou 11 títulos nível ATP, sendo que 8 foram em simples e 3 em duplas. Em 2005, alcançou o melhor ranking de simples da carreira, quando chegou a ser número 5 do ranking mundial masculino da ATP.
A sua maior conquista foi o título de simples do Grand Slam de Roland Garros em 2004, numa final contra o compatriota Guillermo Coria, que como resultado entrou para o top 10 da ATP pela primeira vez.
O seu ponto forte era o backhand, que foi elogiado pelo compatriota Guillermo Vilas, considerado um dos melhores tenistas sul-americanos de todos os tempos.

## Aposentadoria
Se aposentou do tênis profissional em 2011 

## Títulos

### Grand Slam finais

#### Simples: 1 (1–0)
| Resultado | Ano  | Campeonato       | Piso   | Oponente        | Placar                  |
| --------- | ---- | ---------------- | ------ | --------------- | ----------------------- |
| Campeão   | 2004 | Aberto da França | Saibro | Guillermo Coria | 0–6, 3–6, 6–4, 6–1, 8–6 |

## Títulos (8)
| Legenda (Singles)      |
| Grand Slam (1)         |
| Tennis Masters Cup (0) |
| ATP Masters Series (0) |
| ATP Tour (7)           |

### Simples (8)
| No. | Data                 | Torneio                 | Superfície | Adversário na final | Placar Final        |
| 1.  | 22 de Abril, 2002    | Barcelona, Espanha      | Saibro     | Albert Costa        | 6-4 6-0 6-2         |
| 2.  | 29 de Abril, 2002    | Majorca, Espanha        | Saibro     | Jarkko Nieminen     | 6-2 6-3             |
| 3.  | 24 de Maio de 2004   | Roland Garros, França   | Saibro     | Guillermo Coria     | 0-6 3-6 6-4 6-1 8-6 |
| 4.  | 31 de Janeiro, 2005  | Viña del Mar, Chile     | Saibro     | Fernando González   | 6-3 6-4             |
| 5.  | 7 de Fevereiro, 2005 | Buenos Aires, Argentina | Saibro     | Mariano Puerta      | 6-4 6-4             |
| 6.  | 1 de Maio, 2005      | Estoril, Portugal       | Saibro     | Tommy Robredo       | 6-1 2-6 6-1         |
| 7.  | 4 de Julho, 2005     | Gstaad, Suíça           | Saibro     | Stanislas Wawrinka  | 6-4 6-4             |
| 8.  | 31 de Julho, 2005    | Kitzbühel, Áustria      | Saibro     | Fernando Verdasco   | 2-6 6-2 6-4 6-4     |

### finalista em simples (8)
- 2000: Stuttgart (perdeu contra Franco Squillari)
- 2001: Viña del Mar (perdeu contra Guillermo Coria)
- 2002: Gstaad (perdeu contra Alex Corretja)
- 2004: Barcelona (perdeu contra Tommy Robredo)
- 2004: Båstad (perdeu contra Mariano Zabaleta)
- 2004: Stuttgart (perdeu contra Guillermo Canas)
- 2004: Kitzbühel (perdeu contra Nicolas Massu)
- 2005: Stuttgart (perdeu contra Rafael Nadal)

### Duplas (3)
| No. | Temporada | Torneio      | Superfície | Parceiro           | Adversários na Final              | Placar Final      |
| --- | --------- | ------------ | ---------- | ------------------ | --------------------------------- | ----------------- |
| 1.  | 2006      | Stuttgart    | Saibro     | Max Mirnyi         | Yves Allegro Robert Lindstedt     | 7-5, 6-7, [12-10] |
| 2.  | 2004      | Estoril Open | Saibro     | Juan Ignacio Chela | František Čermák                  | 6–2, 6–1          |
| 3.  | 2004      | Viña del Mar | Saibro     | Juan Ignacio Chela | Nicolás Lapentti Martím Rodríguez | 7–6(2), 7–6(3)    |